# Bohušovice nad Ohří
Bohušovice nad Ohří é uma cidade checa localizada na região de Ústí nad Labem, distrito de Litoměřice.